# Emilio Tuñón Álvarez
Emilio Tuñón Álvarez (Madrid, 1 de enero de 1959) es un arquitecto español.

## Biografía
Licenciado en la Escuela Técnica Superior de Arquitectura de Madrid (ETSAM) en 1981 y doctor por la ETSAM en 2000, entró a trabajar en el estudio de Rafael Moneo hasta 1992. En 1990 ingresó como redactor en la revista Arquitectura y fundó un estudio propio junto a Luis Moreno Mansilla, Mansilla + Tuñón Arquitectos.
Es profesor de la Escuela Técnica Superior de Arquitectura de Madrid (ETSAM) y ha sido profesor de la Nueva Escuela de Arquitectura de Puerto Rico, de la Escuela Internacional de Arquitectura de Barcelona, de la Fundación Universitaria San Pablo CEU, además de profesor invitado de la Städelschule de Fráncfort del Meno, de la Escuela de Arquitectura de Navarra, también de la Graduate School of Design of Harvard University EE. UU. y del Princeton University School of Architecture. Desde 2007, es patrono de la Fundación ARQUIA, Medalla de Oro del Consejo Superior de los Colegios de Arquitectos de España CSAE 2015. 
Entre los proyectos desarrollados junto a Luis Moreno Mansilla (1959-2012), destacan el Museo de Zamora, el Centro Documental de la Comunidad de Madrid, actual Biblioteca Regional Joaquín Leguina, el Museo de Bellas Artes de Castellón, el MUSAC en León, el Auditorio Ciudad de León, el Museo de Cantabria, el Hotel y Restaurante Relais & Châteaux Atrio y el Museo de Colecciones Reales (Madrid).
En 2014 le fue concedida la Medalla de Oro al mérito en las Bellas Artes por el gobierno de España.
El Jurado del Premio de Arquitectura Española Internacional 2017, el día 31 de octubre, decidió otorgar el Premio 2017 en la categoría arquitectura al Gastropabellón ETH Hönggerberg en Zúrich de Emilio Tuñón Álvarez y Marceline Ruckstuhl - del EstudioTuñón & Ruckstuhl Architects GMBH
Según el Jurado: "La propuesta del Gastropabellón, mediante una contención estilística y una implantación respetuosa con el entorno, presenta una relación precisa y estrecha entre forma arquitectónica y constitución material, con una organización funcional clara, sencilla y flexible, y una ambientación interior confortable y acogedora, uniendo lo doméstico y sensible a la percepción del panorama."
En el año 2022 fue reconocido con el Premio Nacional de Arquitectura.

## Premios
- Premio de Arquitectura Española 2003
- Premio de Arquitectura Contemporánea Mies van der Rohe 2007
- Francqui Chair 2014
- Medalla de Oro al mérito en las Bellas Artes 2014
- Premio COAM 2016 al estudio Mansilla + Tuñón
- Premio de Arquitectura Española Internacional 2017
- Premio Nacional de Arquitectura 2022